# Еуджен Жебеляну
Еуджен Жебеляну (рум. Eugen Jebeleanu; 24 квітня 1911, Кимпіна — 21 серпня 1991, Бухарест) — румунський поет, публіцист, активний перекладач з угорської поезії, член-кореспондент Румунської академії.

## Біографія
Закінчив ліцей у Брашові. Вивчав право в Бухарестському університеті. Був журналістом, тісно пов'язаним з лівою пресою. Перші вірші опублікував 1928. Перша збірка «Schituri cu soare» («Сонячні монастирі», 1929) видрукувана у газетах і журналах.
1934 випустив збірку «Серця під шаблями»; в ньому відчутний вплив модернізму.

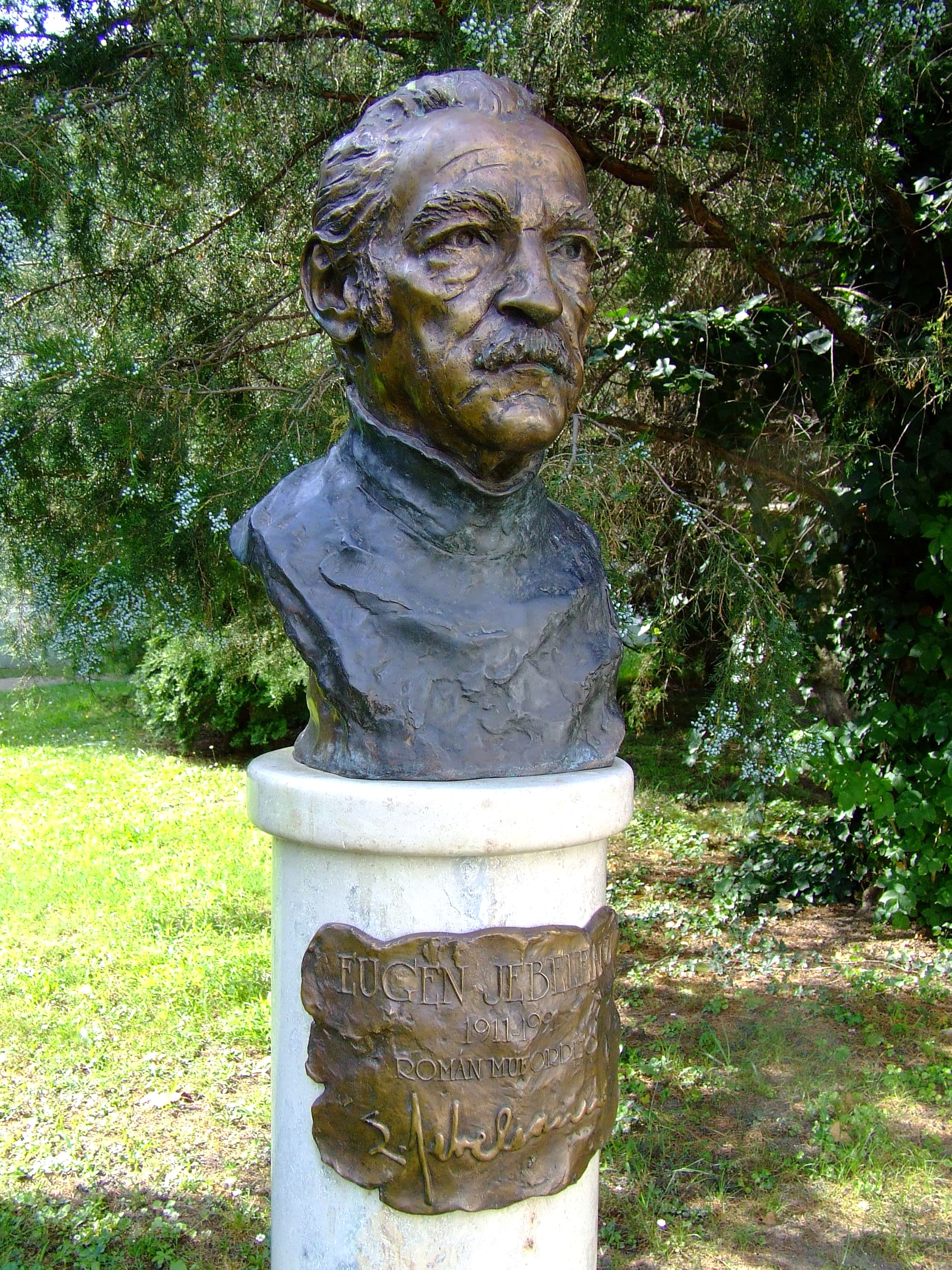
Бюст Еуджен Жебеляну в музеї Петефі в м. Кішкйорйош (Угорщина)

Після закінчення Другої світової війни, активно підтримував нову комуністичну владу Румунії. Тоді поезія Жебеляну носила політиканські риси: «Вірші боротьби і світу» (1950), «Усмішка Хіросіми» (1958), «Ораторія звільнення» (1959), «Пісні проти смерті» (1963), «Ганнібал» (1972).
Оскільки комуністична цензура посилювалася, пішов у внутрішню еміграцію, зосередившись на літературних перекладах із шести мов, передусім угорської (Петефі), турецької, французької (Віктор Гюго), іспанської (Пабло Неруда) і німецької (Рільке).
1970 обраний членом Академії Соціалістичної Республіки Румунія, номінувався на Нобелівську премію в царині літератури.